# روزنامه‌نگاری تبلوید

روزنامه سان عموماً به عنوان یک روزنامهٔ تابلوید شناخته می‌شود.

روزنامه‌نگاری تَبلوید یا روزنامه‌نگاری تابلوید (به انگلیسی: Tabloid journalism)؛ یک سبک پرطرفدار روزنامه‌نگاری است که در بین عموم به نشریات زرد و شایعه‌پراکن شهرت دارند. این نشریات به مسائل احساسی و رمانتیک، گزارش حوادث و جنایات و شایعات رایج می‌پردازند.
تابلوید (به انگلیسی: Tabloid) به معنای «خلاصه‌شده» است. در صنعت روزنامه، روزنامه‌ها از نظر اندازهٔ کاغذ به سه اندازهٔ روزنامه نیم‌قطع، (Tabloid) برلینی (Berliner) و روزنامه قطع بزرگ (Broadsheet) تقسیم می‌شوند. از آنجا که اکثر روزنامه‌های شایعه‌پرداز و زرد در حالت نیم‌قطع (Tabloid) چاپ می‌شدند، نام تابلوید به صورت غیررسمی و توسط عموم، بر این نوع روزنامه‌ها گذاشته شد.
از روزنامه‌های تبلوید معروف می‌توان به دیلی میل، دیلی اکسپرس، نشنال اینکوایر، سان و نیوز آو د ورلد نام برد.
روزنامه‌نگاری تبلوید در دوران معاصر، بیشتر به سمت پلتفرم‌های آنلاین رفته‌است و با پوشش اخبار مربوط به افراد مشهور و سرگرمی‌ساز، به دنبال مخاطب‌های جوان می‌گردند.